# Hockey su ghiaccio alla XXV Universiade invernale - Torneo maschile
Il torneo maschile di hockey su ghiaccio alla XXV Universiade invernale si è giocato a Erzurum, Turchia, dal 27 gennaio al 6 febbraio 2011.

## Turno preliminare
Le dodici squadre partecipanti sono state divise in tre gironi all'italiana. Le prime due classificate e le due migliori terze si sono qualificate per i quarti di finale. Le altre squadre hanno partecipato agli incontri di classificazione dal 9º al 12º posto.
|  | Qualificata ai quarti di finale     |
|  | Alle semifinali per il 9º/12º posto |

### Gruppo A
| Team      | Punti | PG | V | VOT | POT | P | GF | GS | DG  |
| --------- | ----- | -- | - | --- | --- | - | -- | -- | --- |
| Russia    | 9     | 3  | 3 | 0   | 0   | 0 | 34 | 3  | +31 |
| Giappone  | 5     | 3  | 1 | 1   | 0   | 1 | 22 | 4  | +18 |
| Rep. Ceca | 4     | 3  | 1 | 0   | 1   | 1 | 18 | 7  | +11 |
| Turchia   | 0     | 3  | 0 | 0   | 0   | 3 | 0  | 60 | −60 |

| Erzurum 27 gennaio 2011, ore 9:30 UTC+2 | Rep. Ceca   | 16 – 0 (2-0, 10-0, 4-0) referto | Turchia | 3000 Ice Rink (650 spett.)\| Arbitro: \| Mike Pearce \| |
| Arbitro:                                | Mike Pearce |                                 |         |                                                         |

| Erzurum 27 gennaio 2011, ore 12:45 UTC+2 | Russia          | 3 – 2 (0-0, 2-1, 1-1) referto | Giappone | 3000 Ice Rink (1.000 spett.)\| Arbitro: \| Martin Gasparik \| |
| Arbitro:                                 | Martin Gasparik |                               |          |                                                               |

| Erzurum 29 gennaio 2011, ore 12:00 UTC+2 | Russia       | 5 – 1 (1-0, 1-1, 3-0) referto | Rep. Ceca | 3000 Ice Rink (2.000 spett.)\| Arbitro: \| Linus Ohlund \| |
| Arbitro:                                 | Linus Ohlund |                               |           |                                                            |

| Erzurum 29 gennaio 2011, ore 16:00 UTC+2 | Giappone    | 18 – 0 (4-0, 5-0, 9-0) referto | Turchia | 3000 Ice Rink (1.000 spett.)\| Arbitro: \| Mike Pearce \| |
| Arbitro:                                 | Mike Pearce |                                |         |                                                           |

| Erzurum 31 gennaio 2011, ore 12:00 UTC+2 | Giappone       | 2 – 1 SO (0-0, 0-1, 1-0, 0-0, 1-0) referto | Rep. Ceca | 3000 Ice Rink (2.000 spett.)\| Arbitro: \| Kimmo Laakonen \| |
| Arbitro:                                 | Kimmo Laakonen |                                            |           |                                                              |

| Erzurum 31 gennaio 2011, ore 16:00 UTC+2 | Turchia     | 0 – 26 (0-10, 0-10, 0-6) referto | Russia | 3000 Ice Rink (1.500 spett.)\| Arbitro: \| Mike Pearce \| |
| Arbitro:                                 | Mike Pearce |                                  |        |                                                           |

### Gruppo B
| Team          | Punti | PG | V | VOT | POT | P | GF | GS | DG  |
| ------------- | ----- | -- | - | --- | --- | - | -- | -- | --- |
| Bielorussia   | 8     | 3  | 2 | 1   | 0   | 0 | 16 | 4  | +12 |
| Canada        | 7     | 3  | 2 | 0   | 1   | 0 | 14 | 5  | +9  |
| Slovenia      | 3     | 3  | 1 | 0   | 0   | 2 | 11 | 16 | -5  |
| Corea del Sud | 0     | 3  | 0 | 0   | 0   | 3 | 5  | 21 | −16 |

| Erzurum 27 gennaio 2011, ore 16:00 UTC+2 | Slovenia       | 0 – 9 (0-3, 0-2, 0-4) referto | Canada | 3000 Ice Rink (500 spett.)\| Arbitro: \| Kimmo Laakonen \| |
| Arbitro:                                 | Kimmo Laakonen |                               |        |                                                            |

| Erzurum 28 gennaio 2011, ore 12:00 UTC+2 | Corea del Sud     | 1 – 8 (0-2, 0-6, 1-0) referto | Bielorussia | 3000 Ice Rink (500 spett.)\| Arbitro: \| Çinar Zeki Kuntel \| |
| Arbitro:                                 | Çinar Zeki Kuntel |                               |             |                                                               |

| Erzurum 29 gennaio 2011, ore 20:00 UTC+2 | Canada          | 2 – 3 SO (0-1, 1-0, 1-1, 0-0, 0-1) referto | Bielorussia | 3000 Ice Rink (1.200 spett.)\| Arbitro: \| Martin Gasparik \| |
| Arbitro:                                 | Martin Gasparik |                                            |             |                                                               |

| Erzurum 30 gennaio 2011, ore 12:00 UTC+2 | Corea del Sud   | 2 – 10 (1-2, 0-3, 1-5) referto | Slovenia | 3000 Ice Rink (2.500 spett.)\| Arbitro: \| Martin Gasparik \| |
| Arbitro:                                 | Martin Gasparik |                                |          |                                                               |

| Erzurum 31 gennaio 2011, ore 20:00 UTC+2 | Canada          | 3 – 2 (2-0, 0-2, 1-0) referto | Corea del Sud | 3000 Ice Rink (1.000 spett.)\| Arbitro: \| Martin Gasparik \| |
| Arbitro:                                 | Martin Gasparik |                               |               |                                                               |

| Erzurum 1º febbraio 2011, ore 12:00 UTC+2 | Bielorussia | 5 – 1 (0-0, 3-1, 2-0) referto | Slovenia | 3000 Ice Rink (2.718 spett.)\| Arbitro: \| Mike Pearce \| |
| Arbitro:                                  | Mike Pearce |                               |          |                                                           |

### Gruppo C
| Team        | Punti | PG | V | VOT | POT | P | GF | GS | DG  |
| ----------- | ----- | -- | - | --- | --- | - | -- | -- | --- |
| Kazakistan  | 6     | 3  | 2 | 0   | 0   | 1 | 9  | 6  | +3  |
| Slovacchia  | 6     | 3  | 2 | 0   | 0   | 1 | 17 | 10 | +7  |
| Stati Uniti | 6     | 3  | 2 | 0   | 0   | 1 | 11 | 9  | +2  |
| Spagna      | 0     | 3  | 0 | 0   | 0   | 3 | 2  | 14 | −12 |

| Erzurum 28 gennaio 2011, ore 16:00 UTC+2 | Spagna       | 1 – 8 (0-2, 1-2, 0-4) referto | Slovacchia | 3000 Ice Rink (700 spett.)\| Arbitro: \| Linus Ohlund \| |
| Arbitro:                                 | Linus Ohlund |                               |            |                                                          |

| Erzurum 28 gennaio 2011, ore 20:00 UTC+2 | Kazakistan     | 5 – 0 (2-0, 1-0, 2-0) referto | Stati Uniti | 3000 Ice Rink (1.100 spett.)\| Arbitro: \| Kimmo Laakonen \| |
| Arbitro:                                 | Kimmo Laakonen |                               |             |                                                              |

| Erzurum 30 gennaio 2011, ore 16:00 UTC+2 | Slovacchia  | 3 – 7 (2-4, 1-2, 0-1) referto | Stati Uniti | 3000 Ice Rink (2.200 spett.)\| Arbitro: \| Mike Pearce \| |
| Arbitro:                                 | Mike Pearce |                               |             |                                                           |

| Erzurum 30 gennaio 2011, ore 20:00 UTC+2 | Kazakistan        | 2 – 0 (0-0, 0-0, 2-0) referto | Spagna | 3000 Ice Rink (1.500 spett.)\| Arbitro: \| Çinar Zeki Kuntel \| |
| Arbitro:                                 | Çinar Zeki Kuntel |                               |        |                                                                 |

| Erzurum 1º febbraio 2011, ore 16:00 UTC+2 | Stati Uniti       | 4 – 1 (0-0, 0-0, 4-1) referto | Spagna | 3000 Ice Rink (1.918 spett.)\| Arbitro: \| Çinar Zeki Kuntel \| |
| Arbitro:                                  | Çinar Zeki Kuntel |                               |        |                                                                 |

| Erzurum 1º febbraio 2011, ore 20:00 UTC+2 | Slovacchia   | 6 – 2 (2-1, 2-0, 2-1) referto | Kazakistan | 3000 Ice Rink (1.600 spett.)\| Arbitro: \| Linus Ohlund \| |
| Arbitro:                                  | Linus Ohlund |                               |            |                                                            |

## Incontri di classificazione

### Semifinali 9º/12º posto
| Erzurum 3 febbraio 2011, ore 11:00 UTC+2 | Slovenia     | 11 – 1 (5-1, 2-0, 4-0) referto | Turchia | 500 Ice Rink (420 spett.)\| Arbitro: \| Linus Ohlund \| |
| Arbitro:                                 | Linus Ohlund |                                |         |                                                         |

| Erzurum 3 febbraio 2011, ore 12:00 UTC+2 | Spagna            | 5 – 4 SO (1-1, 2-1, 1-2, 0-0, 1-0) referto | Corea del Sud | 3000 Ice Rink (1.215 spett.)\| Arbitro: \| Çinar Zeki Kuntel \| |
| Arbitro:                                 | Çinar Zeki Kuntel |                                            |               |                                                                 |

### Finale 11º posto
| Erzurum 4 febbraio 2011, ore 11:00 UTC+2 | Corea del Sud     | 4 – 1 (2-0, 0-0, 2-1) referto | Turchia | 500 Ice Rink (300 spett.)\| Arbitro: \| Çinar Zeki Kuntel \| |
| Arbitro:                                 | Çinar Zeki Kuntel |                               |         |                                                              |

### Finale 9º posto
| Erzurum 4 febbraio 2011, ore 12:00 UTC+2 | Spagna      | 0 – 8 (0-3, 0-3, 0-2) referto | Slovenia | 3000 Ice Rink (970 spett.)\| Arbitro: \| Mike Pearce \| |
| Arbitro:                                 | Mike Pearce |                               |          |                                                         |

## Fase finale

### Quarti di finale
| Erzurum 3 febbraio 2011, ore 15:00 UTC+2 | Kazakistan      | 5 – 1 (1-0, 1-0, 3-1) referto | Giappone | 3000 Ice Rink (1.118 spett.)\| Arbitro: \| Martin Gasparik \| |
| Arbitro:                                 | Martin Gasparik |                               |          |                                                               |

| Erzurum 3 febbraio 2011, ore 15:00 UTC+2 | Slovacchia     | 1 – 9 (0-4, 0-3, 1-2) referto | Canada | 500 Ice Rink (220 spett.)\| Arbitro: \| Kimmo Laakonen \| |
| Arbitro:                                 | Kimmo Laakonen |                               |        |                                                           |

| Erzurum 3 febbraio 2011, ore 19:00 UTC+2 | Russia      | 6 – 1 (2-1, 2-0, 2-0) referto | Rep. Ceca | 3000 Ice Rink (1.300 spett.)\| Arbitro: \| Mike Pierce \| |
| Arbitro:                                 | Mike Pierce |                               |           |                                                           |

| Erzurum 3 febbraio 2011, ore 19:00 UTC+2 | Bielorussia  | 6 – 3 (1-1, 2-2, 3-0) referto | Stati Uniti | 500 Ice Rink (456 spett.)\| Arbitro: \| Linus Ohlund \| |
| Arbitro:                                 | Linus Ohlund |                               |             |                                                         |

### Semifinali 5º/8º posto
| Erzurum 4 febbraio 2011, ore 15:00 UTC+2 | Stati Uniti     | 5 – 3 (1-0, 2-1, 2-2) referto | Giappone | 500 Ice Rink (415 spett.)\| Arbitro: \| Martin Gasparik \| |
| Arbitro:                                 | Martin Gasparik |                               |          |                                                            |

| Erzurum 4 febbraio 2011, ore 19:00 UTC+2 | Rep. Ceca    | 2 – 3 (2-0, 0-2, 0-1) referto | Slovacchia | 500 Ice Rink\| Arbitro: \| Linus Ohlund \| |
| Arbitro:                                 | Linus Ohlund |                               |            |                                            |

### Semifinali
| Erzurum 5 febbraio 2011, ore 16:30 UTC+2 | Kazakistan      | 1 – 3 (0-1, 1-1, 0-1) referto | Bielorussia | 3000 Ice Rink (2.720 spett.)\| Arbitro: \| Martin Gasparik \| |
| Arbitro:                                 | Martin Gasparik |                               |             |                                                               |

| Erzurum 5 febbraio 2011, ore 20:00 UTC+2 | Canada       | 2 – 4 (1-1, 0-1, 1-2) referto | Russia | 3000 Ice Rink (2.825 spett.)\| Arbitro: \| Linus Ohlund \| |
| Arbitro:                                 | Linus Ohlund |                               |        |                                                            |

### Finale 7º/8º posto
| Erzurum 5 febbraio 2011, ore 16:00 UTC+2 | Giappone          | 2 – 3 (2-1, 0-2, 0-0) referto | Rep. Ceca | 500 Ice Rink (120 spett.)\| Arbitro: \| Çinar Zeki Kuntel \| |
| Arbitro:                                 | Çinar Zeki Kuntel |                               |           |                                                              |

### Finale 5º/6º posto
| Erzurum 5 febbraio 2011, ore 20:00 UTC+2 | Slovacchia  | 4 – 3 (1-0, 2-0, 1-3) referto | Stati Uniti | 500 Ice Rink (106 spett.)\| Arbitro: \| Mike Pearce \| |
| Arbitro:                                 | Mike Pearce |                               |             |                                                        |

### Finale 3º/4º posto
| Erzurum 6 febbraio 2011, ore 11:30 UTC+2 | Kazakistan      | 1 – 3 (0-1, 0-1, 1-1) referto | Canada | 3000 Ice Rink (2.235 spett.)\| Arbitro: \| Martin Gasparik \| |
| Arbitro:                                 | Martin Gasparik |                               |        |                                                               |

### Finalissima
| Erzurum 6 febbraio 2011, ore 11:30 UTC+2 | Russia      | 1 – 0 (1-0, 0-0, 0-0) referto | Bielorussia | 3000 Ice Rink (3.085 spett.)\| Arbitro: \| Mike Pearce \| |
| Arbitro:                                 | Mike Pearce |                               |             |                                                           |

## Campione
| Campione delle Universiadi 2011 |
| ------------------------------- |
| Russia                          |

## Classifica finale
| Pos.    | Squadra       |
| ------- | ------------- |
| Oro     | Russia        |
| Argento | Bielorussia   |
| Bronzo  | Canada        |
| 4       | Kazakistan    |
| 5       | Slovacchia    |
| 6       | Stati Uniti   |
| 7       | Rep. Ceca     |
| 8       | Giappone      |
| 9       | Slovenia      |
| 10      | Spagna        |
| 11      | Corea del Sud |
| 12      | Turchia       |